# Droga wojewódzka 575
Die Droga wojewódzka 575 (DW 575) ist eine 78 Kilometer lange Droga wojewódzka (Woiwodschaftsstraße) in der polnischen Woiwodschaft Masowien, die Płock mit Kazuń Nowy verbindet. Die Strecke liegt in der Kreisfreien Stadt Płock, im Powiat Płocki, im Powiat Sochaczewski und im Powiat Nowodworski.

## Streckenverlauf
Woiwodschaft Masowien, Kreisfreie Stadt Płock
-  Płock (Plock/Plotzk/Plozk) (DK 60, DK 62, DW 559, DW 562, DW 564, DW 567)

Woiwodschaft Masowien, Powiat Płocki
- Jordanów
-  Dobrzyków (DW 574)
- Nowa Korzeniówka
- Wymyśle Polskie
- Studzieniec
- Słubice
- Grzybów

Woiwodschaft Masowien, Powiat Sochaczewski
- Iłów (Enlau)
- Uderz
- Łady (Lade)
- Arciechów
- Bieniew
- Januszew
-  Kamion Poduchowny (DK 50)
- Nowy Kamion
-  Śladów (DW 705)
- Kromnów (Deutsch Kromnow)
- Piaski Duchowne

Woiwodschaft Masowien, Powiat Nowodworski
-  Secymin Polski (DW 565)
- Secyminek
- Wilków Polski
- Gniewniewice Folwarczne
- Nowe Gniewniewice
-  Stare Grochale (DW 899)
- Sady
-  Kazuń Nowy (Kazun/Deutsch-Kazan) (S 7, DK 85, DW 579)